# Otto Friedrich Alsen
Otto Friedrich Alsen (* 23. Mai 1805 in Altona; † 15. Januar 1872 in Itzehoe) war ein deutscher Jurist und Unternehmer.

## Leben und Wirken

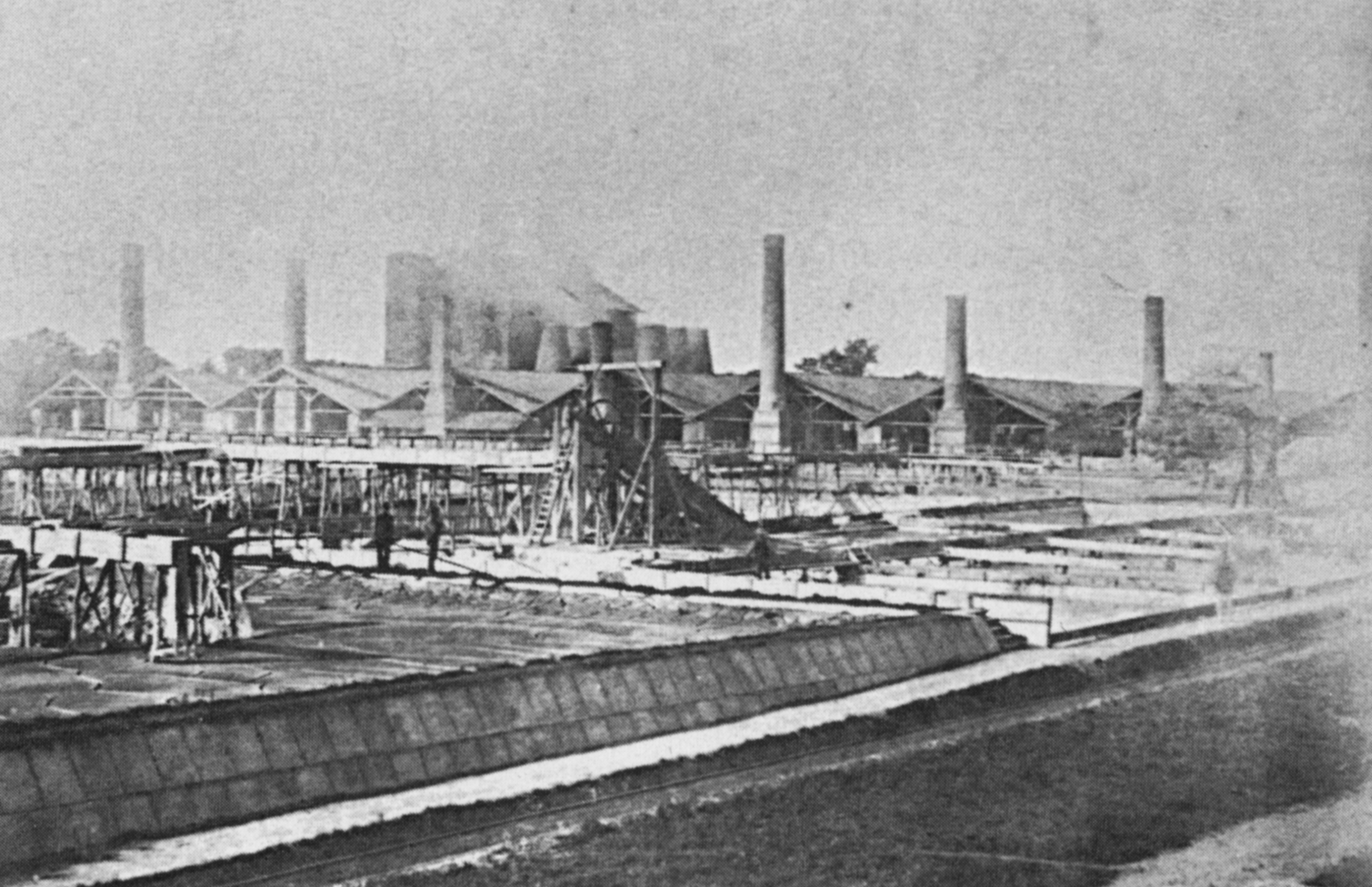
Die Uetersener Alsen Zementfabrik (1900)

Die Vorfahren Otto Friedrich Alsens stammten aus Angeln, wo sie als Hufner arbeiteten. Sein Vater Hinrich Christian (1749–1832) arbeitete als Wirklicher Kanzleirat in Altona. Die Mutter Lucia Woldsen (1764–1837) war eine Tochter des Senators Friedrich Woldsen und stammte gebürtig aus Husum.
Alsen, der in Dithmarschen zwei Marschhöfe betrieb, heiratete Henriette Wilhelmine Dorothea Schmidt (1810–1872) aus Flensburg. Das Ehepaar bekam fünf Söhne und vier Töchter, darunter am 24. Juni 1834 als zweiter Sohn Heinrich Christian Lucian († 9. Februar 1882). Dieser Sohn erwarb 1862 ungefähr 30 Hektar Kreideland in Lägerdorf und eine „Concession für die Betreibung einer Cement- und Kalkfabrik“. Am 14. April 1883 eröffnete er damit am Südufer der Stör eine Zementfabrik, die wenig später wirtschaftliche Probleme bekam. Am 29. Dezember 1863 übernahm Otto Friedrich Alsen die Geschäftsleitung der „Offenen Handelsgesellschaft O.F. Alsen & Sohn“. Daraus entstanden die Alsen’sche Portland-Cementfabriken.
Nach dem Tod Otto Friedrich Alsens 1872 leitete Heinrich Christian Lucian Alsen das Unternehmen. Später übernahmen weitere Familienmitglieder die Geschäftsführung der Zementwerke mit Sitz in Hamburg und weiteren Niederlassungen in Uetersen. Um die Jahrtausendwende beschäftigten sie 2000 Personen.
Für die sozialen Leistungen der Familie wurde eine Straße und eine Siedlung (Alsenhäuser) in Uetersen benannt.